# Volley 2002 Forlì 2008-2009
Questa voce raccoglie le informazioni riguardanti il Volley 2002 Forlì nelle competizioni ufficiali della stagione 2008-2009.

## Organigramma societario
Area direttiva
- Presidente: Giuseppe Camorani

Area tecnica
- Allenatore: Federico Di Toma (fino al 1º novembre 2008), Marcello Abbondanza (dal 1º dicembre 2008)
- Allenatore in seconda: Marcello Galli
- Scout man: Enrico Vetricini

Area sanitaria
- Medico: Giampiero Valgimigli
- Fisioterapista: Francesca Castagnoli
- Preparatore atletico: Andrea Monti

## Rosa
| N° | Nome               | Ruolo | Data di nascita  | Nazionalità sportiva |
| -- | ------------------ | ----- | ---------------- | -------------------- |
| 1  | Alessandra Ventura | S     | 8 febbraio 1983  | Italia               |
| 2  | Giulia Agostinetto | P     | 2 ottobre 1987   | Italia               |
| 3  | Ilaria Antonucci   | S     | 26 giugno 1987   | Italia               |
| 4  | Tania Poli         | S     | 15 ottobre 1978  | Italia               |
| 5  | Moana Ballarini    | L     | 16 luglio 1987   | Italia               |
| 6  | Clara Gallicani    | P     | 1º febbraio 1989 | Italia               |
| 7  | Manuela Caponi     | C     | 20 luglio 1979   | Italia               |
| 8  | Sarah Kirkwood     | S     | 18 dicembre 1985 | Stati Uniti          |
| 10 | Sonja Percan       | O     | 8 maggio 1981    | Croazia              |
| 11 | Nellina Mazzulla   | C     | 29 novembre 1980 | Italia               |
| 12 | Angelica Magnani   | S     | 8 ottobre 1992   | Italia               |
| 13 | Giulia Rastelli    | L     | 1º marzo 1990    | Italia               |
| 14 | Daria Parenti      | C     | 14 aprile 1977   | Italia               |
| 17 | Sofia Arimattei    | S     | 17 gennaio 1981  | Italia               |